# Juan Apocauco
Juan Apocauco (en griego: Ἱωάννης Ἀπόκαυκος, c. 1155 – 1233) fue un eclesiástico y teólogo bizantino. Después de haber estudiado en Constantinopla, se convirtió en obispo de Naupacto y desempeñó un papel importante en la rivalidad entre la Iglesia epirota y el Patriarcado Ecuménico, exiliado en el Imperio de Nicea.

## Biografía
Juan Apocauco nació alrededor de 1155. Estudió en la capital bizantina, Constantinopla, donde fue compañero de estudios con Manuel Saranteno, posteriormente Patriarca de Constantinopla. Nombrado diácono, sirvió bajo su tío Constantino Manasés, obispo metropolitano de Naupacto en Grecia.
En 1186, había regresado a Constantinopla, donde sirvió como notario en el patriarcado, un puesto en el que es registrado nuevamente en 1193. En 1199 o 1200 fue nombrado metropolitano de Naupacto, cargo que siguió manteniendo hasta 1232, cuando se retiró a un monasterio en Cozile cerca de Arta, donde murió al año siguiente. Durante su mandato, inicialmente se enfrentó con el gobernante local Constantino Comneno Ducas, el hermano menor del gobernante del Despotado de Epiro, Teodoro Comneno Ducas. Apocauco protestó por el gobierno autoritario de Constantino y las exigencias de impuestos exorbitantes a la población. El enfrentamiento provocó la deposición forzada y el exilio de Apocauco en 1220, y se resolvió solamente en  mayo de 1221 después de un sínodo que incluía representantes de la mayoría de las grandes sedes en Grecia y los dominios epirotas. De hecho, las relaciones entre Constantino y Apocauco se volvieron cordiales a partir de entonces, e incluso el obispo compuso un encomio en su honor. Durante el mismo período Apocauco también surgió, junto con Demetrio Comateno y Jorge Bardanes, como uno de los principales partidarios de la independencia política y eclesiástica epirota del Imperio de Nicea, donde el Patriarca de Constantinopla residía exiliado después que la ciudad había caído ante los cruzados. Este conflicto llevó incluso a un cisma entre la Iglesia epirota y el Patriarcado.